# Marijan Hadži Divković
Marijan Hadži Divković (Tuzla, 14. listopada 1870. — Tuzla, 24. veljače 1908.), hrvatski društveni i kulturni djelatnik iz Bosne i Hercegovine.

## Životopis
Rodio se u Tuzli. Završio za kujundžiju i zlatara. Ipak, većinu vremena proveo je baveći se gospodarstvom na svom imanju. Među prvim pregaocima buditeljima hrvatske narodne svijesti u Tuzli. Skupa s njima je 1896. godine osnovao pjevačko društvo Majevica, čiji je Divković bio višegodišnji predsjednik. Divković je također bio član utemeljitelj i drugih ondašnjih hrvatskih društava u Bosni i Hercegovini.